# باشگاه فوتبال ناپولی
انجمن ورزشی فوتبال ناپولی یا اس‌اس‌سی ناپولی (به ایتالیایی: Società Sportiva Calcio Napoli) که اختصاراً به نام ناپولی (تلفظ [ˈna:poli]) شناخته می‌شود، باشگاه فوتبال ایتالیایی است که در شهر ناپل قرار دارد. این باشگاه در ۱ اوت ۱۹۲۶ تأسیس شد. ناپولی چهار بار قهرمان سری آ شده‌است و قهرمانی در جام یوفای سال ۸۹–۱۹۸۸، شش قهرمانی کوپا ایتالیا و دو قهرمانی سوپرجام ایتالیا را نیز در کارنامه دارد.
ناپولی چهارمین تیم پرطرفدار کشور ایتالیا و از پرهوادارترین تیم‌های جنوب ایتالیا است. این باشگاه در سال ۲۰۱۵ به عنوان پنجمین تیم سرمایه‌دار سری آ رتبه‌بندی شد. ناپولی از اعضای اتحادیه باشگاه‌های فوتبال اروپا نیز می‌باشد. در ژانویهٔ ۲۰۱۶ یوفا ناپولی را هشتمین باشگاه برتر اروپا و دومین باشگاه ایتالیا دانست.
دیگو مارادونا هفت سال در ناپولی بازی می‌کرد و در ۱۸۸ بازی، ۸۱ گل برای تیم به ثمر رسانده‌است و دو قهرمانی نخست ناپولی با حضور وی کسب شد. رکورددار گلزنی برای تیم ناپولی دریس مرتنز است و رکورددار تعداد بازی آن مارک همشیک است.

## تاریخچه
این باشگاه در بدو تأسیس در سال ۱۹۰۴، تیم فوتبال و کریکت ناپل نام داشت. یک دریانورد انگلیسی به نام ویلیام پوث و شریکش هکتور ام. بایون آن را پایه‌گذاری کردند؛ درحالی که چند شهروند ناپل از جمله کُنفُرتی، کاتترینا و آمِدِئو سالسی نیز در تأسیس آن مشارکت داشتند. سالسی کمی بعد نخستین مدیر باشگاه شد. کیت اصلی باشگاه از ابتدا به رنگ آبی آسمانی و تی‌شرت راه‌راه نیروی دریایی و شلوارک سیاه بود. ناپولی‌ها نخستین بازی خود را با نتیجهٔ ۳–۲ در برابر تیم انگلیسی کارکنان کشتی عربیک بردند.
در زمان تأسیس باشگاه، رقابت‌های لیگ فوتبال ایتالیا تنها میزبان تیم‌های منطقهٔ شمال ایتالیا بود و ناپولی و دیگر تیم‌های جنوبی ناچار بودند یا با ملوانان بازی کنند، یا در جام‌هایی همچون چلنج کاپ لیپتون، که توماس لیپتون برگزار می‌کرد، شرکت نمایند. ناپولی توانست سه بار در فینال این جام، تیم پالرمو را شکست دهد. در سال ۱۹۱۲ وابستگی ناپولی به خارجی‌ها از بین رفت و تیم محلی به نام اینترناسیونال ناپولی در این شهر تشکیل شد. در این هنگام، هر دو تیم شهر ناپولی در مسابقات کشوری شرکت کردند.

### تأسیس ناپولی مدرن

آتیلا سالوسترو در وسط همراه با هم‌تیمی‌هایش در ناپولی، مربوط به سال ۱۹۲۷

باشگاه در ۲۳ اوت ۱۹۲۶، در دورهٔ مدیریت جورجیو آسکارلّی، رسماً به انجمن فوتبال ناپولی تغییر نام داد. ناپولی پس از شروعی ضعیف، با تنها یک امتیاز در لیگ، توسط فدراسیون فوتبال ایتالیا (FIGC)، به عنوان یکی از باشگاه‌های بنیان‌گذار سری آ پذیرفته شد. وضعیت این تیم با حضور یک بازیکن پاراگوئه‌ای به نام آتیلا سالوسترو، که یکی از نخستین قهرمانان و اسطوره‌های باشگاه است، بهبود یافت. او گلزنی ماهر بود و رکوردی که در تعداد گل‌ها بر جای گذاشت، بعدها توسط دیگو مارادونا و مارک همشیک شکسته شد.

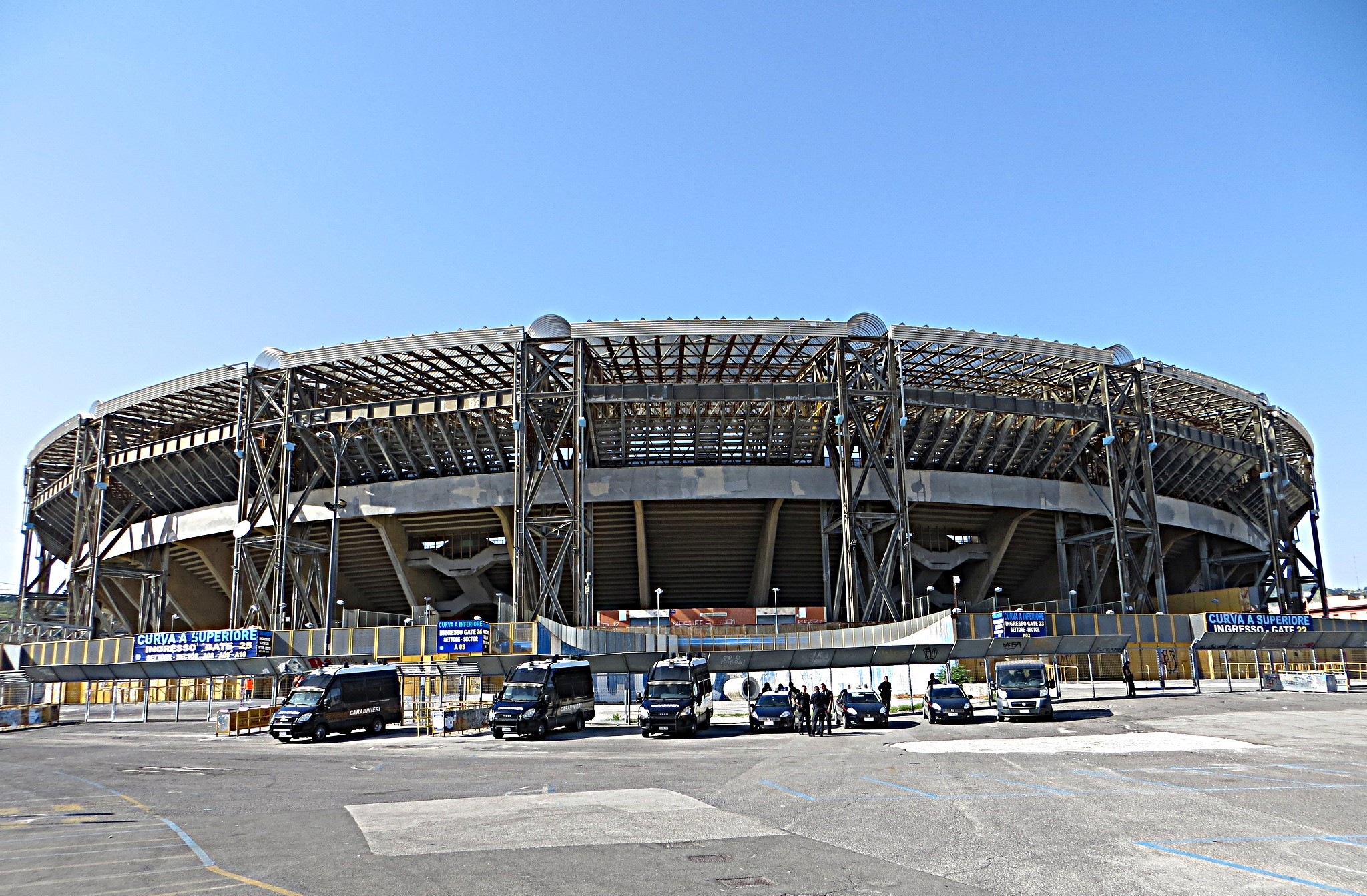
باشگاه از سال ۱۹۵۹ به ورزشگاه سن پائولو نقل مکان کرد و تا امروز ورزشگاه خانگی ناپولی آنجاست.

ناپولی تحت مدیریت ویلیام گاربوت به سری آ وارد شد. در شش سال سرمربی‌گری گاربوت، این باشگاه رشد چشم‌گیری داشت و جایگاهش به نیمهٔ بالایی جدول رسید؛ چنان‌که دو بار، در فصل‌های ۱۹۳۲–۳۳ و ۱۹۳۳–۳۴ سوم شد. آنتونیو وویاک، آرنالدو سنتیمنتی و کارلو بوسکاگلیا از بازیکنان برجستهٔ ناپولی در این دوره بودند. اما وضعیت باشگاه در طول جنگ جهانی دوم رو به افول نهاد؛ چنان‌که در فصل ۱۹۳۹–۴۰ در آستانه سقوط به سری بی‌قرار گرفتند و تنها به‌واسطه تفاضل گل در سری آ ماندند.
ناپولی در پایان فصل ۱۹۴۲، همزمان با سال‌های جنگ جهانی دوم، به سری بی سقوط کرد. آن‌ها از ورزشگاه جورجو آسکارلی به ورزشگاه آرتورو کولانا کوچیدند و تا پایان جنگ در سری بی ماندند. وقتی جنگ به پایان رسید و لیگ ایتالیا دوباره تشکیل شد، ناپولی مستقیماً به سری آ پیوست. ولی سال بعد به خاطر رسوایی و فساد مالی جریمه شد تا دو فصل دیگر را نیز در سری بی بگذراند. با آغاز دههٔ ۱۹۵۰، ناپولی مجدداً رشد کرد و به سری‌آ برگشت. این باشگاه در سال ۱۹۵۹ به ورزشگاه سن پائولو نقل‌مکان کرد. با وجود افت و خیزهای فراوان باشگاه، ناپولی در این دوره موفقیت‌هایی هم کسب کرد. آن‌ها در جام حذفی فوتبال ایتالیا در فصل ۱۹۶۲ توانستند با گلزنی جیانی کورلّی و پیرلویجی رونزون بر اسپال غلبه کنند و قهرمان این مسابقات شوند. اما در فصل بعدی، با چهارمین سقوط تیم به سری بی، جشن قهرمانی آنان ناکام ماند.

### حضور مارادونا: دوران طلایی ناپولی

بازیکنان تیم در آغاز دههٔ ۱۹۷۰ با حضور دینو زوف، خوزه آلتافینی و…

باشگاه نام رسمی جدید خود، بنگاه ورزشی فوتبال ناپولی را در ۲۵ ژوئن ۱۹۶۴ به ثبت رساند. آن‌ها در فصل ۱۹۶۴–۶۵ موفق به صعود به سری آ شدند. آن‌ها تحت مدیریت بازیکن سابق خود، برونو پساولا، توانستند کوپا دله آلپی (جام آلپ) را ببرند و در پایان لیگ به عنوان یکی از تیم‌های ممتاز سری آ جزء پنج تیم نخست جدول شوند. آن‌ها در فصل ۱۹۶۷–۶۸ بسیار به قهرمانی نزدیک بودند و پس از آث میلان، نایب قهرمان شدند. در این دوره، دینو زوف، خوزه آلتافینی، عمر سیووری و هافبک بومی تیم، آنتونیو جولیانو از محبوب‌ترین بازیکنان ناپولی بودند. جولیانو در این دوره رکورد تعداد بازی برای ناپولی را شکست که تا مدت‌ها پا بر جا ماند.
روند رشد ناپولی در دههٔ ۱۹۷۰ ادامه داشت؛ آنها در فصل‌های ۱۹۷۰–۷۱ و ۱۹۷۳–۷۴ سوم شدند، در دورهٔ مربی‌گری بازیکن سابقشان، لوئیز وینیسیو، به مسابقات جام یوفا راه یافتند و در فصل ۱۹۷۴–۷۵ به دور سوم این جام هم رسیدند و در آخرین برد خود پورتو را ۲–۰ شکست دادند. در همین فصل، ناپولی در حالی که تنها دو امتیاز با یوونتوس صدرنشین فاصله داشت، مجدداً نایب قهرمان سری آ شد. باشگاه در این دوره به بازیکنان بومی خود همچون ژوزفه بروسکولوتی، آنتونیو جولیانو و سالواتوره اسپوسیتو و گلزنی‌های جوزپه ساوولدی متکی بود.
ناپولی با شکست دادن ۴–۱ ساوت‌همپتون توانست جام لیگ آنگلو-ایتالیا را فتح کند. این تیم وارد جام برندگان جام اروپا در فصل ۱۹۷۶–۷۷ هم شد و به نیمه‌نهایی رسید. آن‌ها در واپسین بازی ۲–۱ به اندرلشت باختند. ناپولی در فصل ۱۹۷۵–۷۶ توانست دومین مقام قهرمانی کوپا ایتالیای خود را کسب کند؛ آن‌ها برای کسب این عنوان تیم‌های میلان، فیورنتینا را حذف کرده و در فینال هلاس ورونا را ۴–۰ شکست داده بودند. ناپولی دههٔ ۱۹۸۰ را با قدرت آغاز کرد و در فصل ۱۹۸۰–۸۱ سوم شد ولی در سال ۱۹۸۳ اوضاع تغییر کرد و تیم برای دوری از ناحیهٔ سقوط جدول مبارزه می‌کرد.

دیگو مارادونا در ناپولی، سال ۱۹۸۵.

ناپولی در ۳۰ ژوئن ۱۹۸۴، با پرداخت ۶٫۹ میلیون پوند به بارسلونا، دیگو مارادونا را به خدمت گرفت و رکورد نقل و انتقالات فوتبال را شکست. تیم تدریجاً با حضور افرادی همچون چرو فررارا، سالواتوره بانیی و فرناندو د ناپولی توان خود را بازیافت. رشد جایگاه باشگاه در جدول سری آ تدریجی بود؛ آن‌ها در فصل ۱۹۸۵–۸۶ سوم شدند ولی فصل بعد نقطهٔ عطف تاریخ باشگاه روی داد و توانستند با اختلاف سه امتیاز قهرمان سری آ شوند و از سوی دیگر با بردن ۴–۰ آتلانتا در فینال جام حذفی و قهرمانی در کوپا ایتالیا، دوگانه را کسب کنند.

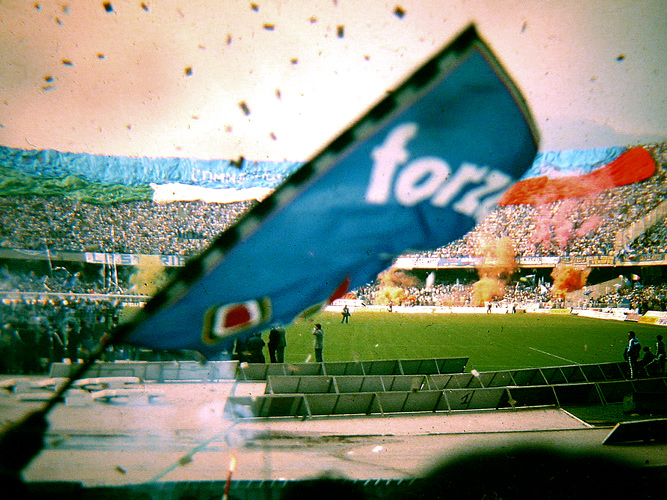
تماشاگران ناپولی نخستین اسکودتو باشگاهشان را در مه ۱۹۸۷ جشن گرفتند.

از آنجایی که تا آن هنگام هیچ تیمی از ایتالیای جنوبی در لیگ قهرمان نشده بود، این رخداد مارادونا را به یک نشانهٔ فرهنگی و اجتماعی در شهر ناپل بدل کرد. مارادونا و ناپولی نمادهای فقر جنوبی‌ها در برابر ثروت شمال ایتالیا بودند.
باشگاه در فصل آتی جام اروپا موفقیت چندانی کسب نکرد و در فصل ۱۹۸۷–۸۸ سری آ هم دوم شد. آن‌ها در جام اروپای فصل ۱۹۸۸–۸۹ توانستند نخستین عنوان چشم‌گیر خود در اروپا را کسب کنند و برنده این جام شوند. یوونتوس، بایرن مونیخ و پائوک در دورهٔ حذفی از ناپولی شکست خوردند و در فینال، باشگاه فوتبال اشتوتگارت در مجموع دو بازی، با نتیجهٔ ۵–۴ مغلوب ناپولی شد.
ناپولی در فصل ۱۹۸۹–۹۰ سری آ با اختلاف دو امتیازی نسبت به میلان، دومین قهرمانی خود را کسب کرد. با این حال، دیگر تیم‌ها و طرفدارانشان برای ناپولی احترام چندانی قائل نبودند؛ به‌طور مثال در برگامو یکی از تماشاچیان آتلانتا یک سکه ۱۰۰ لیری را به سمت سر آلمائو پرتاب کرد. مارادونا در حین جام جهانی فوتبال ۱۹۹۰ نظرات بحث‌برانگیزی را در خصوص اختلاف‌های مردم شمال و جنوب ایتالیا و وحدت ایتالیا (risorgimento) بیان کرد و از مردم شهر ناپول خواست که در نیمه‌نهایی جام جهانی از تیم ملی آرژانتین در برابر ایتالیا حمایت کنند.
| «                          | من این واقعیت که حالا همه از ناپلیایی‌ها می‌خواهند ایتالیایی باشند و از تیم ملی خود حمایت کنند، را دوست ندارم. ناپل همیشه از آرامش ایتالیا بی‌بهره بوده. این شهر اغلب از نژادپرستی ناعادلانه زجر کشیده‌است. | » |
| —دیگو مارادونا، ژوئیه ۱۹۹۰ | |   |

استادیوم سن پائولی تنها ورزشگاهی بود که در آن هواداران سرود ملی آرژانتین را هو نکردند. مارادونا در پایان به طرفداران ناپلیایی تعظیم کرد و کشورش به فینال مسابقات رسید. با این حال، پس از مسابقهٔ فینال، فدراسیون فوتبال ایتالیا مارادونا را مجبور کرد که تست دوپینگ دهد و نتیجهٔ آزمایشش برای کوکائین مثبت درآمد؛ هم مارادونا و هم ناپلیایی‌ها بعداً مدعی شدند این اقدام یک انتقام‌گیری از رخدادهای پیشین بوده‌است. مارادونا ۱۵ ماه از فوتبال تعلیق شد و دیگر هیچگاه فوتبال بازی نکرد. با این حال، باشگاه ناپولی توانست در سوپرجام سال ۱۹۹۰ با رکورد نتیجهٔ ۵–۱ در برابر یوونتوس پیروز شود، اما این آخرین جایزهٔ بزرگ آن‌ها تا ۲۲ سال بعد بود. ناپولی همچنین در جام اروپای ۱۹۹۰–۹۱ در دور دوم حذف شد.

### دوران افت و خیز
ناپولی در فصل ۱۹۹۱–۹۲ با مقام چهارمی لیگ به کار خود پایان داد. اما پس از آن، رفته رفته، هم از نظر مالی و هم نتایج میدانی، ضعیف‌تر شد. بازیکنانی همچون جانفرانکو زولا، دنیل فونسکا، سیرو فررا و سرکا همگی در سال ۱۹۹۴ باشگاه را ترک کردند. با این وجود، ناپولی به جام یوفا ۱۹۹۴–۹۵ راه یافت و به دور سوم هم رسید. در فصل ۱۹۹۶–۹۷، فینالیست کوپا ایتالیا (جام حذفی) شد ولی این بازی را ۳–۱ به ویچنزا ویرتوس واگذار کرد. نهایتاً باشگاه در روند نزولی خود، با تنها دو برد در فصل ۱۹۹۷–۹۸، به سری بی سقوط کرد.
تیم مجدداً توان آن را یافت که در فصل ۱۹۹۹–۲۰۰۰ به موفقیت رسیده و به سری آ بازگردد ولی موفقیتشان دوامی نداشت و بلافاصله در فصل بعدی، علی‌رغم جدال با دیگر تیم‌های آخر جدولی، دوباره سقوط کردند. در ماه اوت ۲۰۰۴ ناپولی ورشکسته شد. فیلم‌سازی به نام آئورلیو د لائورنتیس، برای حفاظت از فوتبال شهر ناپول، باشگاه را با نام فوتبال ناپولی احیا کرد؛ زیرا آنان حق استفاده از نام سابق را نداشتند. فدراسیون فوتبال ایتالیا تصمیم گرفت ناپولی را به سری سی۱ بفرستد. ناپولی در آنجا هم، در فصل ۲۰۰۴–۰۵، با شکست ۲–۱ در بازی پلی‌آف، برابر حریف محلیش، آولینو، ناکام ماند.
در حالی که ناپولی در سطح نازل‌تری نسبت به تیم‌های سری آ بازی می‌کرد، میانگین تماشاگران تیم برای هر بازی، از بسیاری از دیگر باشگاه‌های کشور بیشتر بود و آنان توانستند رکورد بیشترین تماشاچی سری سی را، با به ورزشگاه آوردن ۵۱٬۰۰۰ نفر در یک بازی، بشکنند. تیم در فصل بعد به سری بی صعود کرد و د لائورنتیس توانست نام قدیمی تیم، بنگاه ورزشی فوتبال ناپولی، را در مه ۲۰۰۶ برگرداند. تنها یک فصل ناپولی در سری بی ماند و سال بعد همراه با جنوآ، تیم دیگری که همراه با ناپولی به «غول‌های خوابیده» معروف شده بودند، به سطح اول فوتبال ایتالیا برگشت. در سال ۲۰۱۰، تحت مدیریت والتر ماتزاری، ناپولی در جایگاه ششم لیگ ایستاد و جواز حضور در لیگ اروپای سال بعد را کسب کرد. در فصل ۲۰۱۰–۱۱ نیز سوم شدند و مستقیماً به سهمیهٔ گروهی مسابقات لیگ قهرمانان اروپا دست یافتند.
در فصل ۲۰۱۱–۱۲، ناپولی در سری آ پنجم شد، ولی در ورزشگاه المپیک رم فینال کوپا ایتالیا را در برابر یوونتوس برگزار کرد و با برد مقابل مدافع قهرمانی، پس از ۲۵ سال توانست چهارمین قهرمانی کوپا ایتالیای خود را جشن بگیرد. آن‌ها توانستند در لیگ قهرمانان هم از مرحلهٔ گروهی صعود کنند و به جمع شانزده تیم برتر برسند؛ جایی که یکی از مدعیان قهرمانی آن دوره، چلسی، حذفشان کرد. ناپولی در فصل ۲۰۱۲–۱۳، نایب قهرمان لیگ شد. این مقام، پس از اسکودتوی ۱۹۸۹–۹۰، بالاترین افتخار آنان در لیگ بود. کاوانی در این فصل با ۲۹ گل زده، بهترین گلزن فصل شد و این عملکرد باعث شد پاریس سن ژرمن، با مبلغ رکورد شکنانهٔ ۶۴ میلیون یورو، خواهان به خدمت گرفتن او شود.

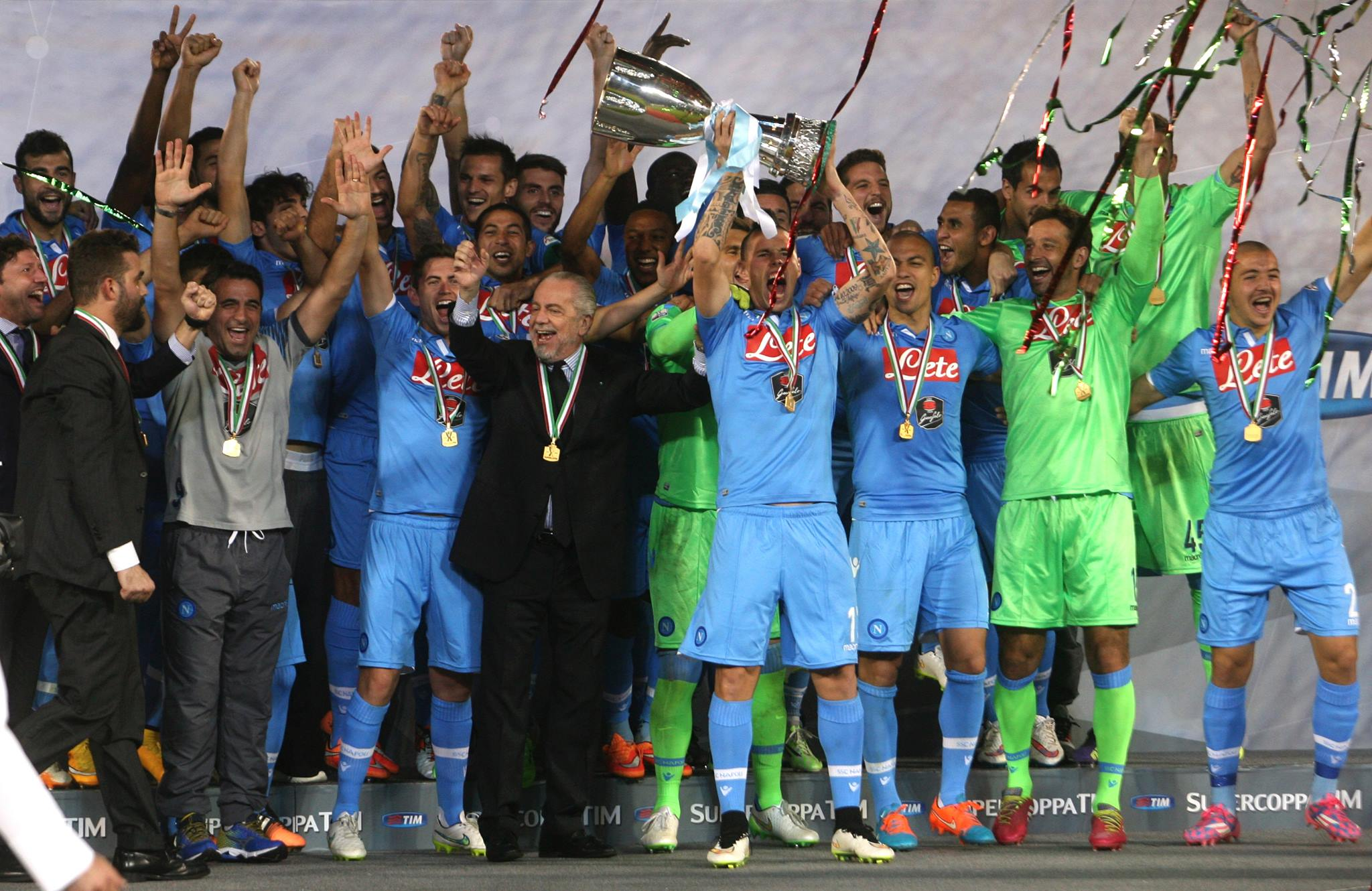
جشن ناپولی برای بردن سوپر جام فوتبال ایتالیا در سال ۲۰۱۴.

نزدیک به آغاز فصل ۲۰۱۳ مازاری باشگاه را ترک کرد و رافائل بنیتز سرمربی شد. این تیم در فصل ۲۰۱۳–۲۰۱۴ قهرمان کوپا ایتالیا شد و پنجمین عنوان ناپولی در این مسابقات را در حالی ثبت کرد که با نتیجهٔ ۳–۱ فیورنتینا را شکست داده بود. در این فصل برای حضور در لیگ قهرمانان به مصاف اتلتیک بیلبائو در پلی‌آف رفت ولی بازی را باخت. سپس در حالی که آندرلشت، دینامو مسکو و ولفسبورگ را در جام یوفا شکست داده بود، در مرحلهٔ نیمه نهایی با باخت مقابل دنیپرو، حذف شد. ناپولی در فصل ۲۰۱۴–۱۵ تنها با ۶۴ امتیاز، پنجم شد. بنیتز راهی رئال مادرید شد تا مائوریتسیو ساری سرمربی شود.
فصل بعد ناپولی رشد ویژه‌ای داشت و در لیگ دوم شد. آن‌ها در حالی در ۲۵ آوریل ۲۰۱۶، از رم باختند که یوونتوس توانسته بود با برد رقیبش، صدرنشین شود و با ادامهٔ روند بردهایش در سه هفتهٔ باقی مانده، قهرمان آن فصل سری آ شود. فصل بعد، ناپولی در لیگ قهرمانان از گروه خود صعود کرد و در یک-هشتم نهایی بازی را به رئال مادرید واگذار کرد. آن‌ها لیگ ۲۰۱۶–۱۷ را هم با ۸۶ امتیاز و مقام سوم، پس از یوونتوس و رم، تمام کردند. در سری آ ۲۰۱۷–۱۸، ناپولی بار دیگر در جدال برای قهرمانی، با یوونتوس رقابت کرد ولی باز هم ناکام بود. ناپولی بازی پلی آف برابر نیس را برد ولی در مرحلهٔ گروهی لیگ قهرمانان سوم شد و اینچنین راهی لیگ اروپا شد. اما آنجا هم در یک-شانزدهم توسط لایپزیگ حذف شد. در پایان این فصل، مائوریتسیو ساری به تیم چلسی رفت و کارلو آنچلوتی جایگزین او شد. در حضور آنچلوتی هم بار دیگر در رقابت با یوونتوس، ناپولی دوم شد؛ اختلاف ناپولی با تیم اول ۱۱ امتیاز و با تیم سوم ۱۰ امتیاز بود. فصل ۲۰۱۹–۲۰ برای ناپولی خوب آغاز نشد؛ نتایج ضعیفِ به دست آمده موجب شد آنچلوتی در ۱۰ دسامبر ۲۰۱۹ از باشگاه اخراج شود؛ آخرین بازی به مربیگری او با برد ۴–۰ مقابل باشگاه فوتبال خنک در لیگ قهرمانان بود. جنارو گتوزو روز بعد به عنوان سرمربی جدید باشگاه معرفی شد. گتوزو توانست ناپولی را پس از شش سال، موفق به قهرمانی در جام حذفی کند و در فینال این مسابقات با پنالتی‌کشی بر یوونتوس غلبه کرد.

### دهه ۲۰۲۰؛ پس از درگذشت مارادونا
در دسامبر سال ۲۰۲۰، دیگو مارادونا درگذشت و شهردار ناپل رسماً برای «بزرگ‌ترین بازیکن تاریخ جهان» عزای عمومی اعلام کرد و پس از اعلان خبر مرگ مارادونا، هزاران شهروند به خیابان‌های شهر آمدند. گاردین در گزارش خود از شهر ناپل اینچنین توصیف کرد: «به نظر می‌رسید که مقامات چشم خود را بر نقض محدودیت‌های کووید بسته‌اند. در ناپل، او مانند یک‌نیمه خدا مورد احترام قرار گرفت، که تنها با قدیس حامی شهر، سن جنارو، قابل مقایسه است.» باشگاه ناپولی به این مناسبت، نام ورزشگاه سن پائولو را به ورزشگاه دیگو مارادونا تغییر داد.
از ۲۹ مه ۲۰۲۱، لوچانو اسپالتی که دو سالی بود مربی‌گری تیمی را برعهده نداشت، به ناپولی پیوست و جانشین گتوزو شد. اسپالتی در دومین فصل حضورش در ناپولی، فصل ۲۳–۲۰۲۲، چند تن از بازیکنان اصلی تیم همچون کالیدو کولیبالی، فابیان رویز و لورنزو اینسینیه را از فهرست باشگاه خارج کرده و در عوض بازیکنان جوانی همچون مین جائه کیم و خویچا کواراتسخلیا را جایگزین کرد که موجب شدند ناپولی بخت خوبی برای به دست قهرمانی این فصل سری آ به دست آورد. در پایان این فصل، در ۴ مه ۲۰۲۳، قهرمانی ناپولی مسجل شد و این تیم به سومین عنوان قهرمانی خود در سری آ دست یافت؛ این نخستین قهرمانی ناپولی بدون حضور دیگو مارادونا بود. در همین فصل از لیگ قهرمانان اروپا، تیم اسپالتی برای اولین بار در تاریخ ناپولی، به مرحلهٔ یک چهارم نهایی اروپا رسید و در این مرحله از دیگر تیم ایتالیایی، آث میلان، در مجموع با نتیجهٔ ۲–۱ (۱–۰ در زمین حریف و ۱–۱ در خانه) شکست خورد و حذف شد. اسپالتی پس از موفقیت در این فصل، از ناپولی درخواست یک فصل استراحت (sabbatical) کرد که باشگاه پذیرفت. اما سپس از ناپولی استعفا داد و سرمربی‌گری تیم ملی فوتبال ایتالیا را پذیرفت. در ۵ ژوئن ۲۰۲۴، ناپولی رسماً انتصاب سرمربی جدید، آنتونیو کونته، را قطعی کرد تا در سه فصل آینده مسئولیت این تیم را بر عهده بگیرد. کونته در حالی تیم ناپولی را تحویل گرفت که مدافع قهرمانی، فصل ۲۴–۲۰۲۳ را در رتبهٔ دهم جدول به پایان رسانده بود و شرایط بدی داشت. با این حال، در اولین فصل حضور کونته، ناپولی در جدالی نفس‌گیر با اینتر میلان، قهرمان سری آ ۲۵–۲۰۲۴ شد و چهارمین عنوان تاریخ باشگاه را کسب کرد.
ناپولی جزو اعضای معمولی اتحادیه باشگاه‌های فوتبال اروپا است. این باشگاه در سال ۲۰۲۰ در میان باشگاه‌های اروپایی، بیستمین و در سری آ، چهارمین باشگاه از لحاظ سرمایه رتبه‌بندی شد. بنا بر رتبه‌بندی یوفا تا اوت ۲۰۲۰، ناپولی هجدهمین باشگاه برتر اروپا و سومین باشگاه برتر ایتالیایی است.

## بازیکنان

### ترکیب اصلی
تا تاریخ ۴ فوریه ۲۰۲۵| شماره |          | پست       | بازیکن                         |
| ----- | -------- | --------- | ------------------------------ |
| ۱     | ایتالیا  | دروازه‌بان | الکس مرت                       |
| ۴     | ایتالیا  | مدافع     | الساندرو بونجیورنو             |
| ۵     | برزیل    | مدافع     | ژوان ژسوس                      |
| ۶     | اسکاتلند | هافبک     | بیلی گیلمور                    |
| ۷     | برزیل    | مهاجم     | داوید نرس                      |
| ۸     | اسکاتلند | هافبک     | اسکات مک‌تامینی                 |
| ۹     | سوئیس    | مهاجم     | نوا اکافور (قرضی از میلان)     |
| ۱۱    | بلژیک    | مهاجم     | روملو لوکاکو                   |
| ۱۲    | ایتالیا  | دروازه‌بان | کلادیو توری                    |
| ۱۳    | کوزوو    | مدافع     | امیر رحمانی                    |
| ۱۴    | ایتالیا  | دروازه‌بان | نیکیتا کونتینی                 |
| ۱۵    | دانمارک  | هافبک     | فیلیپ بیلینگ (قرضی از بورنموث) |
| ۱۶    | اسپانیا  | مدافع     | رافا مارین                     |

| شماره |          | پست       | بازیکن                          |
| ----- | -------- | --------- | ------------------------------- |
| ۱۷    | اروگوئه  | مدافع     | ماتیاس الیورا                   |
| ۱۸    | آرژانتین | مهاجم     | جیووانی سیمئونه                 |
| ۲۱    | ایتالیا  | مهاجم     | متئو پولیتانو                   |
| ۲۲    | ایتالیا  | مدافع     | جووانی دی لورنتزو (ک)           |
| ۲۶    | بلژیک    | مهاجم     | سیریل انگونگه                   |
| ۲۹    | ایتالیا  | هافبک     | لوئیس هاسا                      |
| ۳۷    | ایتالیا  | مدافع     | لئوناردو اسپیناتزولا            |
| ۶۸    | اسلواکی  | هافبک     | استانیسلاو لوبوتکا              |
| ۸۱    | ایتالیا  | مهاجم     | جیاکومو راسپادوری               |
| ۹۶    | ایتالیا  | دروازه‌بان | سیمونه اسکوفت (قرضی از کالیاری) |
| ۹۹    | کامرون   | هافبک     | فرانک زامبو آنگیسا              |
|       | بلژیک    | هافبک     | کوین دی بروینه                  |

### شماره‌های بایگانی شده
| شماره |          | پست   | بازیکن                  |
| ----- | -------- | ----- | ----------------------- |
| ۱۰    | آرژانتین | مهاجم | دیگو مارادونا (۱۹۸۴–۹۱) |

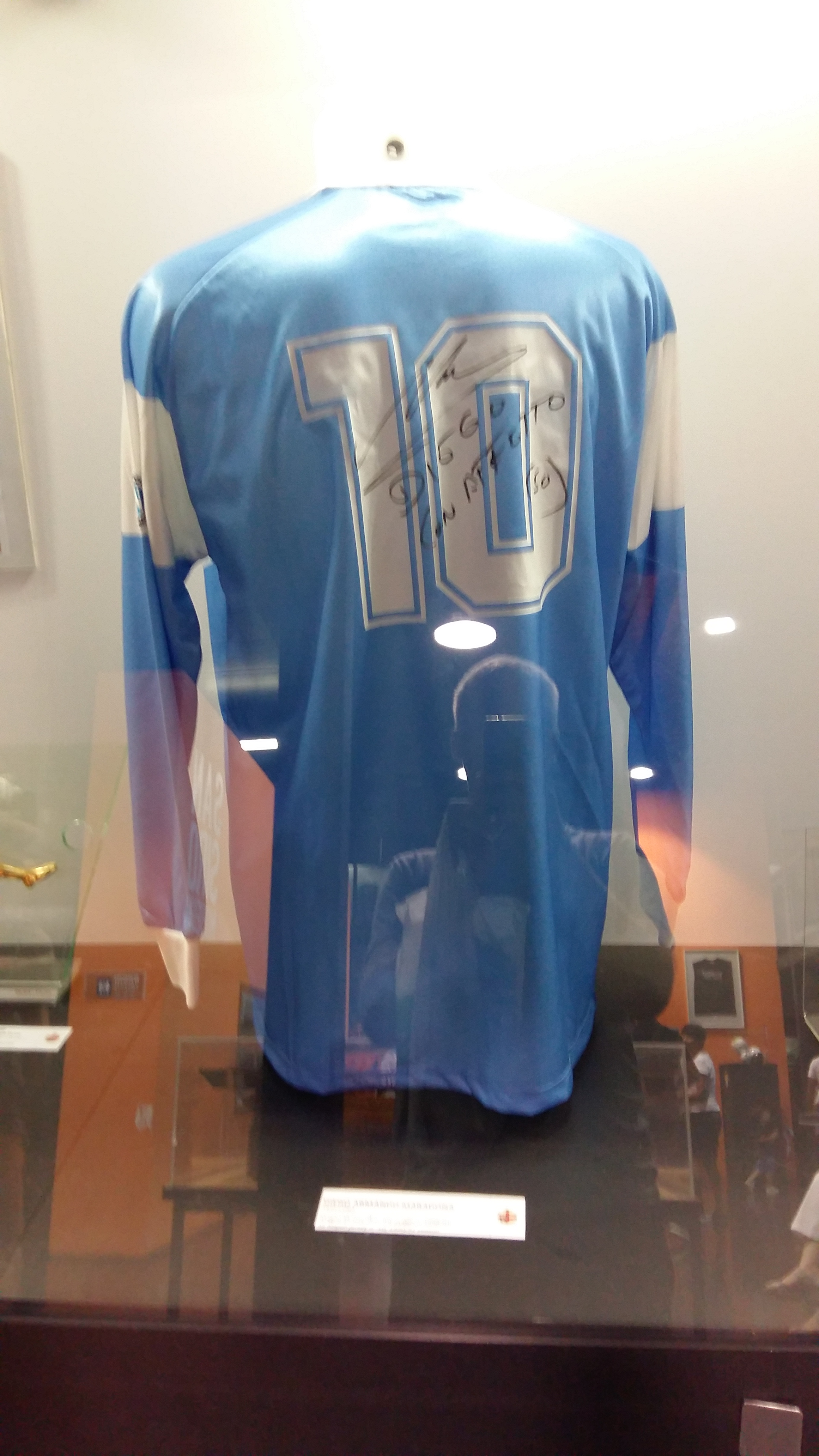
پیراهن امضاشدهٔ مارادونا در موزه سن سیرو، میلان.

در تابستان سال ۲۰۰۰ باشگاه ناپولی پیراهن شماره ۱۰ را به افتخار دیگو مارادونا، بازیکن اسطوره‌ای سال‌های ۱۹۸۴ تا ۱۹۹۱ خود، بایگانی کرد.
علی‌رغم این تصمیم، بنا بر قوانین نظارتی سری سی در سال‌های ۲۰۰۴ تا ۲۰۰۶، بازیکنان ناپولی می‌بایست پیراهن‌هایی با شماره‌های ۱ تا ۱۱ می‌پوشیدند؛ لذا آخرین شخصی که در یک بازی رسمی شماره ۱۰ ناپولی به تن داشت، ماریانو بوگلیچیانو بود که در یک بازی خانگی در ۱۸ مه ۲۰۰۶ برابر باشگاه فوتبال اسپتزیا، در سوپرجام سری سی گلزنی کرد؛ همین بازیکن در ۱۲ مه ۲۰۰۶ و در بازی خانگی مقابل باشگاه فوتبال ویرتوس لانچانو، واپسین بازی لیگی را هم با این شماره به انجام رسانده بود. آخرین بار شماره ۱۰ ناپولی بر تن روبرتو سوسو، بازیکنی آرژانتینی، در یک بازی غیررسمی مقابل فروزینونه در سائوپائولو در تاریخ ۳۰ آوریل ۲۰۰۶ دیده شد. در اولین بازی ناپولی پس از مرگ مارادونا در نوامبر ۲۰۲۰، بازیکنان این تیم با لباس‌های شماره ۱۰ مارادونا وارد زمین شدند.

## مدیران
در زیر فهرستی از اسامی مدیران باشگاه از سال ۱۹۲۶ تا به امروز را مشاهده می‌کنید:
| نام                              | سال     |
| -------------------------------- | ------- |
| Giorgio Ascarelli                | 1926–27 |
| Gustavo Zinzaro                  | 1927–28 |
| Giovanni Maresca                 | 1928–29 |
| Giorgio Ascarelli                | 1929–30 |
| Giovanni Maresca Eugenio Coppola | 1930–32 |
| Vincenzo Savarese                | 1932–36 |
| Achille Lauro                    | 1936–40 |
| Gaetano Del Pezzo                | 1941    |
| Tommaso Leonetti                 | 1942–43 |
| Luigi Piscitelli                 | 1941–43 |
| Annibale Fienga                  | 1943–45 |
| Vincenzo Savarese                | 1945–46 |

| نام               | سال     |
| ----------------- | ------- |
| Pasquale Russo    | 1946–48 |
| Egidio Musollino  | 1948–51 |
| Alfonso Cuomo     | 1951–52 |
| Achille Lauro     | 1952–54 |
| Alfonso Cuomo     | 1954–63 |
| Luigi Scuotto     | 1963–64 |
| Roberto Fiore     | 1964–67 |
| Gioacchino Lauro  | 1967–68 |
| Antonio Corcione  | 1968–69 |
| Corrado Ferlaino  | 1969–71 |
| Ettore Sacchi     | 1971–72 |
| Corrado Ferlaino  | 1972–83 |
| Marino Brancaccio | 1983    |

| نام                                              | سال       |
| ------------------------------------------------ | --------- |
| Corrado Ferlaino                                 | 1983–93   |
| Ellenio F. Gallo                                 | 1993–95   |
| Vincenzo Schiano di Colella (honorary president) | 1995–96   |
| Gian Marco Innocenti (honorary president)        | 1997–98   |
| Federico Scalingi (honorary president)           | 1999–2000 |
| Giorgio Corbelli                                 | 2000–02   |
| Salvatore Naldi                                  | 2002–04   |
| Aurelio De Laurentiis                            | 2004–     |

## سرمربی‌ها
ناپولی مربیان و تمرین‌دهندگان فراوانی به خود دیده‌است. در اینجا فهرستی از سرمربیان این تیم بر اساس ترتیب زمانی از سال ۱۹۲۶ آمده‌است:
| مربی                                                                          | کشور                       | سال     |
| ----------------------------------------------------------------------------- | -------------------------- | ------- |
| آنتونیو کروشر                                                                 | اتریش                      | ۱۹۲۶–۲۷ |
| بینو سکاسا                                                                    | اتریش                      | ۱۹۲۷    |
| کمیسیون فنی رولف استیجر جیووانی تریله فرنس مونلار                             | اتریش · ایتالیا · مجارستان | ۱۹۲۷–۲۸ |
| اوتو فیشر                                                                     | اتریش                      | ۱۹۲۸    |
| جیووانی تریله                                                                 | ایتالیا                    | ۱۹۲۸–۲۹ |
| ویلیام گاربوت                                                                 | انگلستان                   | ۱۹۲۹–۳۵ |
| کارولی کاسپکای                                                                | مجارستان                   | ۱۹۳۵–۳۶ |
| آنجلو ماتئا                                                                   | ایتالیا                    | ۱۹۳۶–۳۸ |
| یوجن پایر                                                                     | مجارستان                   | ۱۹۳۸–۳۹ |
| کمیسیون فنی آمدئو د آلبورا پائولو یودیسه لوئیجی کاستلو آکیله پیکچنی نرئو روکو | ایتالیا                    | ۱۹۳۹    |

| مربی                      | کشور              | سال     |
| ------------------------- | ----------------- | ------- |
| آدولفو بالونچری           | ایتالیا           | ۱۹۳۹–۴۰ |
| آنتونیو وویاک             | ایتالیا           | ۱۹۴۰–۴۳ |
| پائولو اینوسنتی           | ایتالیا · برزیل   | ۱۹۴۳    |
| رافائله سانسون            | ایتالیا · اروگوئه | ۱۹۴۵–۴۷ |
| جیووانی وکینا             | ایتالیا           | ۱۹۴۷–۴۸ |
| آرنالدو سنتیمنتی          | ایتالیا           | ۱۹۴۸    |
| فلیچه بورل                | ایتالیا           | ۱۹۴۸–۴۹ |
| لوئیجی د منس              | ایتالیا           | ۱۹۴۹    |
| ویتوریو موسله             | ایتالیا           | ۱۹۴۹    |
| ارالدو مونزجلیو           | ایتالیا           | ۱۹۴۹–۵۶ |
| آمدئو آمادی               | ایتالیا           | ۱۹۵۶–۵۹ |
| آنیباله فروسی             | ایتالیا           | ۱۹۵۹    |
| آمدئو آمادی               | ایتالیا           | ۱۹۵۹–۶۱ |
| آمدئو آمادی رناتو چزارینی | ایتالیا · ایتالیا | ۱۹۶۱    |

| نام                            | ملیت                         | سال‌ها   |
| ------------------------------ | ---------------------------- | ------- |
| آتیلا سالوسترو                 | ایتالیا · پاراگوئه           | ۱۹۶۱    |
| فیوراوانته بالدی               | ایتالیا                      | ۱۹۶۱–۶۲ |
| برونو پساولا                   | آرژانتین · ایتالیا           | ۱۹۶۲    |
| برونو پساولا ارالدو مونزجلیو   | آرژانتین · ایتالیا · ایتالیا | ۱۹۶۲–۶۳ |
| روبرتو لریچی                   | ایتالیا                      | ۱۹۶۳–۶۴ |
| جیووانی مولینو                 | ایتالیا                      | ۱۹۶۴    |
| برونو پساولا                   | آرژانتین · ایتالیا           | ۱۹۶۴–۶۸ |
| جوزپه کیاپلا                   | ایتالیا                      | ۱۹۶۸–۶۹ |
| یوجیدیو دی کوستانزو            | ایتالیا                      | ۱۹۶۹    |
| جوزپه کیاپلا                   | ایتالیا                      | ۱۹۶۹–۷۳ |
| لوئیز وینیسیو                  | برزیل                        | ۱۹۷۳–۷۶ |
| آلبرتو دلفراتی روساریو ریولینو | ایتالیا                      | ۱۹۷۶    |
| برونو پساولا                   | آرژانتین · ایتالیا           | ۱۹۷۶–۷۷ |
| روساریو ریولینو                | ایتالیا                      | ۱۹۷۷    |

| مربی                  | کشور               | سال                          |
| --------------------- | ------------------ | ---------------------------- |
| جیوانی دی مارزیو      | ایتالیا            | ۱۹۷۷–۷۸                      |
| لوئیز وینیسیو         | برزیل              | ۱۹۷۸–۸۰                      |
| آنجلو بندیکتو سورمانی | ایتالیا · برزیل    | ۱۹۸۰                         |
| رینو مارکسی           | ایتالیا            | ۱۹۸۰–۸۲                      |
| ماسیو جاکومینی        | ایتالیا            | ۱۹۸۲                         |
| برونو پساولا          | آرژانتین · ایتالیا | ۱۹۸۲–۸۳                      |
| پیترو سانتین          | ایتالیا            | ۱۹۸۳–۸۴                      |
| رینو مارکسی           | ایتالیا            | ۱۹۸۴–۸۵                      |
| اوتاویو بیانکی        | ایتالیا            | ۱ ژوئیه ۱۹۸۶ – ۳۰ ژوئن ۱۹۸۹  |
| آلبرتو بیگون          | ایتالیا            | ۱۹۸۹–۹۱                      |
| کلودیو رانیری         | ایتالیا            | ۱ ژوئیه ۱۹۹۱ – ۳۰ ژوئن ۱۹۹۳  |
| اوتاویو بیانکی        | ایتالیا            | ۱ نوامبر ۱۹۹۲ – ۳۰ ژوئن ۱۹۹۳ |

| مربی                            | کشور                          | سال                            |
| ------------------------------- | ----------------------------- | ------------------------------ |
| مارچلو لیپی                     | ایتالیا                       | ۱ ژوئیه ۱۹۹۳ – ۳۰ ژوئن ۱۹۹۴    |
| وینچنسو گوئرینی                 | ایتالیا                       | ۱ ژوئیه ۱۹۹۴ – ۱۷ اکتبر ۱۹۹۴   |
| وویادین بوشکوف جارباس فائوستینو | صربستان و مونته‌نگرو · برزیل   | ۱۸ اکتبر ۱۹۹۴–۹۵               |
| وویادین بوشکوف آلدو سنسیبله     | صربستان و مونته‌نگرو · ایتالیا | ۱۹۹۵ – ۳۰ ژوئن ۱۹۹۶            |
| لوئیجی سیمونی                   | ایتالیا                       | ۱۹۹۶–۹۷                        |
| وینسنزو مونته‌فشو                | ایتالیا                       | ۱۹۹۷                           |
| بورتلو موتی                     | ایتالیا                       | ۱ ژوئیه ۱۹۹۷ – ۶ اکتبر ۱۹۹۷    |
| کارلو ماسونه                    | ایتالیا                       | ۱۹ اکتبر ۱۹۹۷ – ۲۴ نوامبر ۱۹۹۷ |

| مربی              | کشور      | سال                           |
| ----------------- | --------- | ----------------------------- |
| جیووانی گالونی    | ایتالیا   | ۱۹۹۷–۹۸                       |
| وینسنزو مونته‌فشو  | ایتالیا   | ۱۹۹۸                          |
| رنزو اولیویری     | ایتالیا   | ۱۹۹۸–۹۹                       |
| وینسنزو مونته‌فشو  | ایتالیا   | ۱۹۹۹                          |
| والتر نوولینو     | ایتالیا   | ۱۹۹۹–۰۰                       |
| زدنیک زمان        | جمهوری چک | ۱ ژوئیه ۲۰۰۰– ۱۲ نوامبر ۲۰۰۰  |
| امیلیانو موندنیکو | ایتالیا   | ۱۳ نوامبر ۲۰۰۰ – ۳۰ ژوئن ۲۰۰۱ |
| لوئیجی د کانیو    | ایتالیا   | ۱ ژوئیه ۲۰۰۱ – ۳۰ ژوئن ۲۰۰۲   |
| فرانکو کلمبا      | ایتالیا   | ۱ ژوئیه ۲۰۰۲ – ۱۶ دسامبر ۲۰۰۲ |
| سرجیو بوسو        | ایتالیا   | ۲۰۰۲                          |

| مربی               | کشور    | سال                           |
| ------------------ | ------- | ----------------------------- |
| فرانسیسکو اسکوگلیو | ایتالیا | ۱۸ دسامبر ۲۰۰۲ – ۳۰ ژوئن ۲۰۰۳ |
| فرانکو کلمبا       | ایتالیا | ۲۰۰۳                          |
| آندره‌آ آگوستینلی   | ایتالیا | ۱۹ ژوئن ۲۰۰۳ – ۹ نوامبر ۲۰۰۳  |
| لوئیجی سیمونی      | ایتالیا | ۱۰ نوامبر ۲۰۰۳ – ۳۰ ژوئن ۲۰۰۴ |
| جان‌پیرو ونتورا     | ایتالیا | ۱ ژوئیه ۲۰۰۴ – ۲۵ ژانویه ۲۰۰۵ |
| ادواردو رخا        | ایتالیا | ۳ ژانویه ۲۰۰۵ – ۱۰ مارس ۲۰۰۹  |
| روبرتو دونادونی    | ایتالیا | ۱۰ مارس ۲۰۰۹ – ۵ اکتبر ۲۰۰۹   |

| مربی              | کشور    | سال                           |
| ----------------- | ------- | ----------------------------- |
| والتر ماتزاری     | ایتالیا | ۶ اکتبر ۲۰۰۹ – ۲۰ مه ۲۰۱۳     |
| رافائل بنیتز      | اسپانیا | ۲۷ مه ۲۰۱۳ – ۳۱ مه ۲۰۱۵       |
| مائوریتسیو ساری   | ایتالیا | ۱۱ ژوئن ۲۰۱۵ – ۲۳ مه ۲۰۱۸     |
| کارلو آنچلوتی     | ایتالیا | ۲۳ مه ۲۰۱۸ – ۱۰ دسامبر ۲۰۱۹   |
| جنارو گتوزو       | ایتالیا | ۱۰ دسامبر ۲۰۱۹ – ۲۳ مه ۲۰۲۱   |
| لوچانو اسپالتی    | ایتالیا | ۲۹ مه ۲۰۲۱ – ۱۵ ژوئن ۲۰۲۳     |
| رودی گارسیا       | فرانسه  | ۱۵ ژوئن ۲۰۲۳ – ۱۴ نوامبر ۲۰۲۳ |
| والتر ماتزاری     | ایتالیا | ۱۴ نوامبر ۲۰۲۳– ۱۹ فوریه ۲۰۲۴ |
| فرانچسکو کالتسونا | ایتالیا | ۱۹ فوریه ۲۰۲۴ – ۵ ژوئن ۲۰۲۴   |
| آنتونیو کونته     | ایتالیا | ۵ ژوئن ۲۰۲۴–                  |

## هواداران و شهرآوردها
صبح که برای گرم کردن به سان پائولو رفتیم، کارلوس (توز) در مورد این ورزشگاه به من می‌گفت، اما من برای بارسا بازی کردم، بنابراین به خودم گفتم این نمی‌تواند خیلی مهم باشد! با این حال، وقتی پا را روی آن زمین گذاشتم، احساس کردم تفاوتی شگفت و جادویی وجود دارد. وقتی سرود لیگ قهرمانان اروپا نواخته می‌شد، با شنیدن سوت ۸۰ هزار نفر، فهمیدم چه آشفتگی در پیش داریم! من در حرفه‌ام بازی‌های مهمی انجام دادم، اما وقتی برای اولین بار هیاهوی آنجا را شنیدم، پاهایم می‌لرزید! خوب، آنجا بود که فهمیدم که برای آن افراد، این تیم فقط یک تیم فوتبال نیست، بلکه یک عشق واقعی است؛ مانند عشقی که بین مادر و فرزند وجود دارد! این تنها باری بود که بعد از از باخت در یک مسابقه در زمین بازی ماندم، فقط برای این که از نمایش لذت ببرم.— یحیی توره، 
ناپولی، چهارمین باشگاه پرطرفدار ایتالیا است و حدود ۱۳٪ فوتبال‌دوستان ایتالیایی حامی آن هستند. همانند دیگر تیم‌های بزرگ کشور، طرفداران ناپولی هم محدود به مرزهای ایتالیا نیستند؛ این تیم در سراسر دنیا نزدیک به ۶ میلیون هوادار دارد.

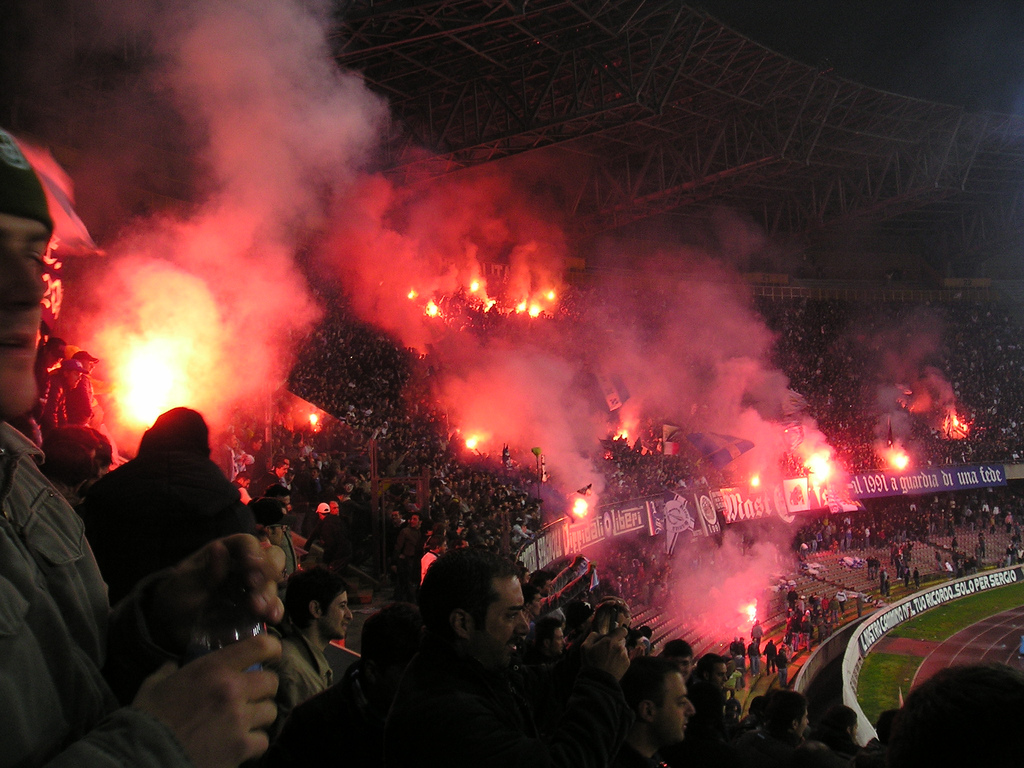
اُلتراهای ناپولیتن در ورزشگاه سن پائولو

برخلاف دیگر شهرهای فوتبال‌خیز ایتالیا، جنوآ، میلان، رم و تورین، شهر ناپل، هیچ تیم دیگری ندارد و از این جهت شهرآوردی هم در شهر نیست. با این حال، دو دربی در منطقه برای ناپولی حائز اهمیت است: دربی د لا کامپانیا که به بازی با دو باشگاه این ناحیه اطلاق می‌شود؛ آولینو و سالرنیتانا.
هواداران ناپولی پایدارترین و معروفترین روابط دوستانه را با تماشاگران جنوآ دارند. مورد کوچکتر مشابه نیز رفتار دوستانه‌شان با هواداران تیم بلغاری لوکوموتیو پلودیو است؛ چنان‌که انجمن طرفداران باشگاه به افتخار آن تیم، «التراهای ناپولیتن پلودیو» نامیده می‌شود. همچنین طرفداران ناپولی با تیم‌های کاتانیا، پالرمو، بورسیا دورتموند، اورتون، پاریس سن ژرمن، و سلتیک روابط نسبتاً خوبی دارند.

## نمادها
ناپل یک شهر ساحلی است و رنگ آبی تیم اشاره به رنگ آبی خلیج ناپل دارد. در اصل هنگامی که نام باشگاه ناپل اف‌بی‌سی بود، پیراهن تیم از دو قسمت کم‌رنگ و پررنگ آبی تشکیل می‌شد. با این وجود از دههٔ ۱۹۲۰ تنها یک رنگ لاجوردی برای لباس باشگاه برگزیده شده‌است. به دلیل رنگ لباس باشگاه، ناپولی نیز مانند تیم ملی فوتبال ایتالیا، «آتزوری» (لاجوردی‌پوشان) لقب گرفته‌است.
| فصل نخست(۱۹۲۶–۱۹۲۷) | سفید با نوار آبی (۱۹۶۴–۱۹۶۵) | قهرمان ایتالیا(۱۹۸۶–۱۹۹۰) | سبک آرژانتینی(۲۰۰۲–۲۰۰۳) | سبک آرژانتینی(۲۰۰۵–۲۰۰۶) | سبک کنونی(۲۰۲۲–۲۰۲۳) |

یکی از لقب‌های ناپولی در زبان محلی این شهر، I ciucci بوده که به معنی «الاغ‌ها» است. این لقب پس از آن به باشگاه داده شد که در فصل ۱۹۲۶–۲۷ عملکردی ضعیف از خود نشان دادند. از آنجا که اسب سیاه به عنوان نماد ناپلیایی‌ها رایج بوده، این لقب برایشان خفت‌آور بوده‌است. با این حال باشگاه از عبارت O Ciuccio به عنوان نامی شگون که خوش‌یمنی می‌آورد، استفاده کرده‌است.
نشان باشگاه یک حرف «N» بزرگ است که درون دایره‌ای محاط شده. عقبهٔ این نماد به دوران اینترناسیونال ناپولی برمی‌گردد که چنین طرحی روی لباس بازیکنان درج شده بود. از آنجا که باشگاه رسماً «نشان N» را به عنوان نماد خود معرفی کرده، نسخه‌های تغییریافته‌ای از نماد باشگاه استفاده شده‌است؛ گاه نام کامل باشگاه را هم در کنار آن درج کرده و گاه چنین نکرده‌است. اما تفاوت اصلی در میان لوگوهای استفاده شده، رنگ این نماد است که محیط آبی‌رنگش تغییراتی داشته‌است. اغلب حرف «N» سفید بوده ولی گاه به رنگ طلایی هم تغییر کرده‌است.

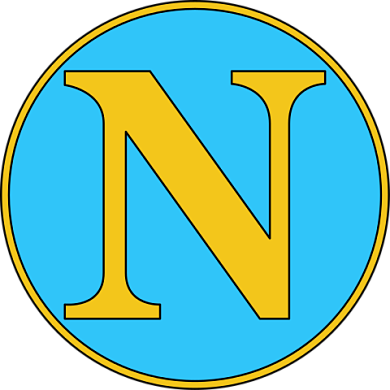
نمادی که از ۱۹۲۸ تا ۲۵ ژوئن ۱۹۶۴ استفاده می‌شد
نمادی که از ۱۹۸۰ تا ۲۰۰۲ استفاده می‌شد
نمادی که از ۲۰۰۲ تا ۲۰۰۴ استفاده می‌شد
نمادی که از ۶ سپتامبر ۲۰۰۴ تا ۲۳ مارس ۲۰۰۶ استفاده می‌شد
نماد باشگاه از ۲۳ مارس ۲۰۰۶ تا جولای ۲۰۲۴

یکی از القاب محبوب باشگاه نزد هواداران و تیم، «پارتنوپی» است که برگرفته از پیشینهٔ شهر ناپل است. این لقب از اساطیر یونانی برآمده؛ آنجا که یک سیرن به نام پارتنوپه با صدای خود سعی داشت اودیسئوس را اغوا کند تا کشتی خود را به سوی کاپری براند. اما در ادامهٔ داستان، اودیسئوس در برابر آواز سیرن‌ها مقاومت کرد. پاتنوپه در اثر این رخداد بر ساحل ناپل افتاده و جان داد.
سرود رسمی این باشگاه نیز «سرباز عاشق» نام دارد که به زبان محلی ناپولی است.

## کیت و اسپانسر
| دوره        | تولیدکنندهٔ کیت | اسپانسر پیراهن                                                   |
| ----------- | -------------- | ---------------------------------------------------------------- |
| ۱۹۷۸–۸۰     | پوما           | نداشتند                                                          |
| ۱۹۸۰–۸۱     | ان آر (انره)   | نداشتند                                                          |
| ۱۹۸۱–۸۲     | ان آر (انره)   | اسنایدرو                                                         |
| ۱۹۸۲–۸۳     | ان آر (انره)   | سیریو                                                            |
| ۱۹۸۳–۸۴     | ان آر (انره)   | لاته برنال                                                       |
| ۱۹۸۴–۸۵     | لینئا تایم     | سیریو                                                            |
| ۱۹۸۵–۸۸     | ان آر (انره)   | بوئیتونی                                                         |
| ۱۹۸۸–۹۱     | ان آر (انره)   | شکلات مارس                                                       |
| ۱۹۹۱–۹۴     | آمبرو          | وویلو                                                            |
| ۱۹۹۴–۹۶     | لوتو اسپورت    | رکورد کاسینه                                                     |
| ۱۹۹۶–۹۷     | لوتو اسپورت    | مرکز لاته ناپولی                                                 |
| ۱۹۹۷–۹۹     | نایکی          | پولنگی                                                           |
| ۱۹۹۹–۲۰۰۰   | نایکی          | پرونی                                                            |
| ۲۰۰۰–۰۳     | دیادورا        | پرونی                                                            |
| ۲۰۰۳–۰۴     | لیجا           | روسو دی سیسیانو                                                  |
| ۲۰۰۴–۰۶     | شرکت کاپا      | کاپیتان اسکای و دنیای فردا / کریسمس در عشق / راهنمای عشق / ماندی |
| ۲۰۰۵–۰۶     | شرکت کاپا      | لته                                                              |
| ۲۰۰۶–۰۹     | دیادورا        | لته                                                              |
| ۲۰۰۹–۱۱     | ماکرون         | لته                                                              |
| ۲۰۱۱–۱۴     | ماکرون         | لته-ام‌اس‌سی کروزس (در مسابقات اروپایی تنها لته)                   |
| ۲۰۱۴–۱۵     | ماکرون         | لته-پاستا گاروفالو-کیمبو (در مسابقات اروپایی تنها لته)           |
| ۲۰۱۵–تاکنون | شرکت کاپا      | لته-پاستا گاروفالو-کیمبو (در مسابقات اروپایی تنها لته)           |

## رکوردها و آمار

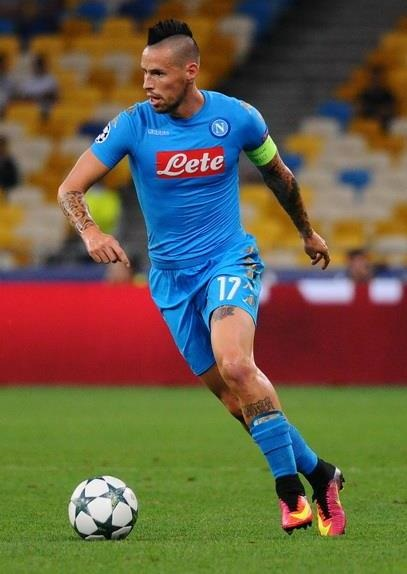
مارک همشیک رکورددار تعداد بازی در باشگاه ناپولی است.

مارک همشیک با تعداد ۵۲۰ بازی، رکورد بیشترین حضور برای ناپولی را داراست.
دریس مرتنز هم با زدن ۱۲۲ گل تا سال ۲۰۲۰، برترین گلزن تاریخ باشگاه ناپولی محسوب می‌شود.
دیگو مارادونا در پایان فصل ۱۹۸۷–۸۸، با زدن ۱۵ گل، جایزهٔ کاپوکانونیره، کفش طلای سری آ، را کسب کرد. این افتخار در فصل ۲۰۱۲–۱۳ توسط ادینسون کاوانی و در فصل ۲۰۱۵–۱۶ توسط گونسالو ایگواین نیز تکرار شد.
اگر مسابقات لیگ ملی نیز در آمار بازی‌های لیگ شمرده می‌شد، آتیلا سالوسترو، با زدن ۱۰۶ گل، بهترین گلزن تاریخ لیگ ایتالیا بود؛ چنان‌که در تاریخ سری آ، آنتونیو وویاک با ۱۰۲ گل، رکورددار است. رکورد بیشترین گل یک بازیکن در طول تنها یک فصل هم در دست گونسالو ایگواین است، که ۳۶ گل در فصل ۲۰۱۵–۱۶ به ثمر رساند.
بهترین پیروزی ناپولی نتیجهٔ ۸–۱ مقابل پرو پاتریا در فصل ۱۹۵۵–۵۶ سری آ و بدترین باخت آن نتیجهٔ ۱۱–۰ مقابل تورینو در فصل ۱۹۲۷–۲۸ است.
در ۲۶ ژوئیه ۲۰۱۶ ایگواین سومین خرید گران تاریخ فوتبال شد و این رکورد تا مدت‌ها در لیگ ایتالیا در دست او ماند؛ رقم این قرارداد ۹۰ میلیون یورو بود.
در ۲۳ اوت ۲۰۱۹، ناپولی با مبلغ ۴۶٫۵ میلیون دلار (۴۲ میلیون یورو) ایروینگ لوزانو را از آیندهوون خرید. این انتقال رکورد گرانترین خرید باشگاه را شکست.

## افتخارات

### داخلی
- سری آ

- قهرمان (۴): ۱۹۸۶–۸۷، ۱۹۸۹–۹۰، ۲۰۲۲–۲۳، ۲۰۲۴–۲۵

- جام حذفی فوتبال ایتالیا

- قهرمان (۶): ۱۹۶۱–۶۲، ۱۹۷۵–۷۶، ۱۹۸۶–۸۷ ، ۲۰۱۱–۱۲، ۲۰۱۳–۱۴، ۲۰۱۹–۲۰

- سوپرجام فوتبال ایتالیا

- قهرمان (۲): ۱۹۹۰ ،۲۰۱۴

### اروپا
- جام یوفا

- قهرمان (۱): ۱۹۸۸–۸۹

### عناوین کوچکتر
- سری بی

- قهرمان (۱): ۱۹۴۹–۵۰

- سری سی۱-جنوب

- قهرمان (۱): ۲۰۰۵–۰۶

- جام لیگ آنگلو-ایتالیان

- قهرمان (۱): ۱۹۷۶

- کوپا دله آلپی

- قهرمان (۱): ۱۹۶۶

## جایگاه در رتبه‌بندی یوفا
تا تاریخ ۸ مه ۲۰۲۳
| رتبه | تیم     | امتیاز |
| ---- | ------- | ------ |
| ۱۷   | بنفیکا  | ۸۲٫۰۰۰ |
| ۱۸   | ویارئال | ۸۲٫۰۰۰ |
| ۱۹   | ناپولی  | ۸۱٫۰۰۰ |
| ۲۰   | پورتو   | ۸۱٫۰۰۰ |
| ۲۱   | تاتنهام | ۸۰٫۰۰۰ |

## تاریخچه لیگ
| سطح | لیگ     | حضور | اولین فصل | آخرین فصل | مجموع |
| --- | ------- | ---- | --------- | --------- | ----- |
| 1°  | لیگ ملی | ۴    | ۱۹۲۶–۱۹۲۷ | ۱۹۴۵–۱۹۴۶ | ۷۸    |
| 1°  | سری آ   | ۷۴   | ۱۹۲۹–۱۹۳۰ | ۲۰۱۹–۲۰۲۰ | ۷۸    |
| 2°  | سری بی  | ۱۲   | ۱۹۴۲–۱۹۴۳ | ۲۰۰۶–۲۰۰۷ | ۱۲    |
| 3°  | سری سی۱ | ۲    | ۲۰۰۴–۲۰۰۵ | ۲۰۰۵–۲۰۰۶ | ۲     |